# (36067) 1999 RD50
1999 أر دي 50 (ويعرف أيضًا باسم (36067) 1999 أر دي 50 وفق تسمية الكوكب الصغير) (بالإنجليزية: 1999 RD50)‏ هو كويكب ضمن حزام الكويكبات؛ وترتيبه 36067 من حيث الاكتشاف.
اكتُشف هذا الجُرم الفلكي بواسطة بحث لنكولن عن الكويكبات القريبة من الأرض في 7 سبتمبر 1999.

## وصلات خارجية
- (36067) 1999 RD50 في قاعدة بيانات مختبر الدفع النفاث لأجرام النظام الشمسي الصغيرة

- الاكتشاف · مخطط المدار ·  العناصر المدارية · المعلمات المادية

- (36067) 1999 RD50 على موقع ويكي سكاي: DSS2, SDSS, GALEX, IRAS, Hydrogen α, X-Ray, Astrophoto, Sky Map, Articles and images